# Танака, Хидэмицу
Хидэмицу Танака (яп. 田中英光 Танака Хидэмицу, 1913 год — 1949 год) — японский писатель
 и спортсмен.

## Биография
Родился в Токио, сын историка. Учился под руководством писателя Осаму Дадзая. В 1932 году принимал участие в Олимпийских играх в соревнованиях по академической гребле. Описал свой опыт в романе «Плоды Олимпа».
В студенческие годы его брат-журналист побудил начать писательскую деятельность и вступить в Коммунистическую партию Японии (КПЯ), но Танака довольно скоро разочаровался в партийном руководстве и из КПЯ вышел.
Корпорация Yokohama Rubber Company в 1935 году отправила его в находившийся под японской властью город Сеул; японские власти использовали его для привлечения корейских писателей на всеазиатскую литературную конференцию.
С концом Второй мировой войны, вернувшись в 1944 году в Японию, вновь вступил в компартию, но был оттуда исключён. Бросив жену и четверых детей в Сидзуоке, стал жить с любовницей в Синдзюку. Был потрясён самоубийством своего учителя Дадзая; несколько месяцев спустя, ударив ножом свою сожительницу, попытался покончить с собой. Прошёл курс лечения в психиатрической лечебнице, но продолжал страдать от алкоголизма, и в итоге сам совершил самоубийство на могиле своего наставника: принял 300 таблеток снотворного и перерезал вены.
Автор коротких рассказов «Из подвала», «Дух лисицы» и др.

## Работы
- 「魔王」
- 「野狐」
- 「オリンポスの果実」（1940年）
- 「聖やくざ」
- 『われは海の子』桜井書店 1941
- 『雲白く草青し』桜井書店 1943
- 『端艇漕手』今日の問題社 1944
- 『我が西遊記』桜井書店 1944
- 『愛の手紙』青葉書房 1946
- 『オリンポスの果実』鎌倉文庫 1946 のち新潮文庫、角川文庫
- 『姫むかしよもぎ』赤坂書店 1947
- 『桑名古庵』講談社 1947
- 『暗黒天使と小悪魔』文潮社 1948
- 『嘘と少女』真善美社 1949
- 『青春の河』思索社 1949
- 『愛と憎しみの傷に』月曜書房 1949
- 『地下室から』八雲書店 1949
- 『酔いどれ船』小山書店 1949
- 『さようなら 遺作集』月曜書房 1949 のち角川文庫
- 『嘘』真善美社 1950
- 『田中英光選集』全2巻 月曜書房 1950
- 『田中英光全集』全11巻 芳賀書店 1964-65
- 『桜・愛と青春と生活』講談社文芸文庫 1992
- 『師太宰治』津軽書房 1994